# Aircraft Communications Addressing and Reporting System
Aircraft Communications Addressing and Reporting System (ACARS) är ett digitalt datalänksystem för överföring av korta, relativt enkla meddelanden mellan flygplan och markstationer via radio eller satellit. Kommunikationsprotokollet, designat av Aeronautical Radio, Incorporated (ARINC), för att ersätta sin VHF-rösttjänst, sattes in 1978 med hjälp av Telex-formatet. IT-företaget SITA förstärkte senare sitt världsomspännande markdatanät genom att lägga till radiostationer för att tillhandahålla ACARS-tjänsten. Under de kommande 20 åren[när?], kommer ACARS  att ersättas av Aeronautical Telecommunication Network (ATN)-protokollet för flygledningskommunikation och Internet-protokollet för flygkommunikation.